# Leptomysis megalops
Leptomysis megalops är en kräftdjursart som beskrevs av John Todd Zimmer 1915. Leptomysis megalops ingår i släktet Leptomysis och familjen Mysidae. Inga underarter finns listade i Catalogue of Life.